# Hermès Ludovisi
Hermès Ludovisi est une sculpture hellénistique du dieu Hermès sous sa forme d'Hermès Psychopompe («guide de l'âme»). Il est réalisé en marbre et est une copie romaine du Ier siècle d'après un bronze original du Ve siècle av. J.-C. traditionnellement attribué au jeune Phidias.
Trouvé à Anzio, il a été acquis pour la collection Ludovisi et est actuellement conservé au Musée national romain, dans le palais Massimo alle Terme à Rome.